# Nado sincronizado no Campeonato Mundial de Esportes Aquáticos de 2011 - Rotina livre dueto
A rotina livre dueto do nado sincronizado no Campeonato Mundial de Esportes Aquáticos de 2011 foi realizada entre os dias 19 de julho e 22 de julho no Shanghai Oriental Sports Center em Xangai.

## Calendário
| Fase       | Data        |
| ---------- | ----------- |
| Preliminar | 19 de julho |
| Final      | 22 de julho |

## Medalhistas
| Ouro                                                                        | Prata                                 | Bronze                                   |
| Rússia · Natalia Ishchenko · Svetlana Romashina · Alexandra Zueva (reserva) | China · Jiang Tingting · Jiang Wenwen | Espanha · Ona Carbonell · Andrea Fuentes |

## Resultados
| Pos.              | Nadadoras                                     | Nacionalidade   | Preliminar | Preliminar | Final  | Final |
| Pos.              | Nadadoras                                     | Nacionalidade   | Pontos     | Pos.       | Pontos | Pos.  |
| ----------------- | --------------------------------------------- | --------------- | ---------- | ---------- | ------ | ----- |
| Medalha de ouro   | Natalia Ishchenko Svetlana Romashina          | Rússia          | 98.490     | 1          | 98.410 | 1     |
| Medalha de prata  | Jiang Tingting Jiang Wenwen                   | China           | 96.770     | 2          | 96.810 | 2     |
| Medalha de bronze | Ona Carbonell Andrea Fuentes                  | Espanha         | 96.020     | 3          | 96.500 | 3     |
| 4                 | Élise Marcotte Marie-Pier Boudreau Gagnon     | Canadá          | 94.100     | 4          | 94.950 | 4     |
| 5                 | Yukiko Inui Chisa Kobayashi                   | Japão           | 92.720     | 5          | 92.710 | 5     |
| 6                 | Daria Iushko Kseniya Sydorenko                | Ucrânia         | 92.100     | 6          | 91.580 | 6     |
| 7                 | Giulia Lapi Mariangela Perrupato              | Itália          | 90.860     | 7          | 89.800 | 7     |
| 8                 | Olivia Allison Jenna Randall                  | Reino Unido     | 88.520     | 9          | 88.460 | 8     |
| 9                 | Sara Labrousse Maite Mejean                   | França          | 88.740     | 8          | 88.100 | 9     |
| 10                | Evangelia Platanioti Despoina Solomou         | Grécia          | 87.800     | 11         | 86.950 | 10    |
| 11                | Mary Killman Lyssa Wallace                    | Estados Unidos  | 87.970     | 10         | 86.190 | 11    |
| 12                | Nayara Figueira Lara Teixeira                 | Brasil          | 86.520     | 12         | 85.770 | 12    |
| 13                | Soňa Bernardová Alžběta Dufková               | Chéquia         | 86.480     | 13         |        |       |
| 14                | Jang Hyang-Mi Wang Ok-Gyong                   | Coreia do Norte | 86.450     | 14         |        |       |
| 15                | Park Hyun-Ha Park Hyun-Sun                    | Coreia do Sul   | 85.600     | 15         |        |       |
| 16                | Elisabeth Sneeuw Nicolien Wellen              | Países Baixos   | 85.570     | 16         |        |       |
| 17                | Anna Kulkina Aigerim Zhexembinova             | Cazaquistão     | 85.490     | 17         |        |       |
| 18                | Anastasia Gloushkov Inna Yoffe                | Israel          | 84.840     | 18         |        |       |
| 19                | Pamela Fischer Anja Nyffeler                  | Suíça           | 83.060     | 19         |        |       |
| 20                | Nadine Brandl Livia Lang                      | Áustria         | 82.680     | 20         |        |       |
| 21                | Evelyn Guajardo Isabel Delgado                | México          | 82.130     | 21         |        |       |
| 22                | Etel Sánchez Sofía Sánchez                    | Argentina       | 80.110     | 22         |        |       |
| 23                | Nastassia Mekhanikava Darya Navaselskaya      | Bielorrússia    | 79.950     | 23         |        |       |
| 24                | Eszter Czekus Szofi Kiss                      | Hungria         | 79.690     | 24         |        |       |
| 25                | Monica Arango Jennifer Cerquera               | Colômbia        | 77.900     | 25         |        |       |
| 26                | Eloise Amberger Sarah Bombell                 | Austrália       | 76.690     | 26         |        |       |
| 27                | Wiebke Jeske Edith Zeppenfeld                 | Alemanha        | 76.680     | 27         |        |       |
| 28                | Iglika Goleminova Kalina Yordanova            | Bulgária        | 76.650     | 28         |        |       |
| 29                | Dasa Baloghova Jana Labathova                 | Eslováquia      | 76.240     | 29         |        |       |
| 30                | Dalia Mohamed Elgebaly Reem Wail Abdalazem    | Egito           | 76.040     | 30         |        |       |
| 31                | Anastasiya Ruzmetova Anastasiya Zdraykovskaya | Uzbequistão     | 75.060     | 31         |        |       |
| 32                | Cristina Nicolini Elena Tini                  | San Marino      | 73.640     | 32         |        |       |
| 33                | Katrina Ann Hui Chuen Png                     | Malásia         | 73.490     | 33         |        |       |
| 34                | Caitlin Anderson Kirstin Anderson             | Nova Zelândia   | 72.630     | 34         |        |       |
| 35                | Rosamaria Avila Fredmary Zambrano             | Venezuela       | 70.550     | 35         |        |       |
| 36                | Lianne Caraballo Arianne Rodriguez            | Cuba            | 70.330     | 36         |        |       |
| 37                | Lacin Akcal Melis Oner                        | Turquia         | 69.420     | 37         |        |       |
| 38                | Stephanie Chen Hui Yu Yap                     | Singapura       | 68.790     | 38         |        |       |
| 39                | Arthittaya Kittithanatphum Nantaya Polsen     | Tailândia       | 66.560     | 39         |        |       |
| 40                | Kou Chin Lo Wai Lam                           | Macau           | 65.910     | 40         |        |       |
| 41                | Sabihisma Arsyi Tri Eka Sandiri               | Indonésia       | 65.000     | 41         |        |       |
| 42                | Emma Manners-Wood Laura Strugnell             | África do Sul   | 63.900     | 42         |        |       |
| 43                | Nadezhda Gomez Violeta Mitinian               | Costa Rica      | 63.750     | 43         |        |       |